# Jessica Pegula
Jessica Pegula (n. 24 februarie 1994, Buffalo, New York, SUA) este o jucătoare americană de tenis. Cea mai înaltă poziție la simplu în clasamentul WTA este numărul 3 mondial, la 24 octombrie 2022, iar la dublu numărul 1 mondial, la 11 septembrie 2023. A câștigat nouă titluri WTA la simplu și șapte titluri WTA la dublu și a ajuns de șase ori în sferturi de finală de Grand Slam la simplu: de trei ori la Australian Open (2021-2023) și o dată la Roland Garros (2022), US Open (2022) și Wimbledon (2023). La dublu, ea a ajuns în finala feminină de dublu de la Openul Franței 2022, în parteneriat cu Coco Gauff, și în finala de dublu mixt de la US Open 2023, alături de Austin Krajicek.

## Viața personală
Pegula este fiica lui Terry și Kim Pegula, care sunt proprietarii echipei de fotbal american Buffalo Bills din Liga Națională de Fotbal și Buffalo Sabres din Liga Națională de Hochei. Este pe jumătate coreeană, deoarece mama ei s-a născut la Seul înainte de a fi adoptată la vârsta de 5 ani. Are patru frați: Kelly, Matthew, Michael și Laura (ultimii doi din prima căsătorie a tatălui ei).
În 2021, Pegula s-a căsătorit cu Taylor Gahagen, director la Pegula Sports and Entertainment. În 2017, Pegula și-a lansat propria linie de îngrijire a pielii numită Ready 24.

## Cariera profesională

### 2011–2012: Runda trei la US Open dublu feminin
La 30 august 2011, Pegula a primit un wildcard pe tabloul principal al turneului de dublu de la US Open, unde a jucat în parteneriat cu Taylor Townsend. În cele din urmă, au pierdut în runda a treia în fața echipei formată din Vania King și Yaroslava Shvedova.
În martie 2012, Pegula a primit un wildcard la tragerea la sorți pentru calificare de la Indian Wells și le-a învins pe jucătoarele de rang superior Bojana Jovanovski și Paula Ormaechea, calificându-se pe tabloul principal, unde a pierdut în trei seturi în fața Magdalénei Rybáriková.

### 2015: Debut la simplu la Grand Slam, prima victorie
Pegula și-a făcut debutul la un turneu de Grand Slam la US Open ca jucătoare venită din calificări. Ea le-a învins pe Shuko Aoyama, Margarita Gasparyan și Melanie Oudin pentru a ajunge pe tabloul principal unde a învins-o pe Alison Van Uytvanck în prima rundă. În runda a doua, Pegula a fost învinsă de Dominika Cibulková, în trei seturi.

### 2018: Prima finală WTA final și top 125
În 2018, Pegula a ajuns în prima ei finală de simplu WTA la Tournoi de Québec, în septembrie, venită din calificăr. Ea le-a învins pe Kristýna Plíšková, Ons Jabeur, favorita nr. 2 Petra Martić și favorita nr. 5 Sofia Kenin în drum spre finală, unde a pierdut în seturi consecutive cu favorita nr. 8 Pauline Parmentier. Acest lucru a adus-o înapoi în top 200 și a ajutat-o să termine anul în top 125.

### 2019: Primul titlu WTA și top 100
Pegula a început anul jucând în special pe Circuitul ITF, înainte de a intra în top 100 în februarie, pentru prima dată în carieră. Acest lucru i-a permis să participe la mai multe evenimente din Circuitul WTA, inclusiv la Indian Wells și Miami. Cel mai bun rezultat al ei în timpul sezonului pe zgură a venit la Charleston, unde a învins-o pe numărul 12 mondial, Anastasija Sevastova, în drum spre runda a treia. Acest lucru a ajutat-o să intre în top 75 pentru prima dată. De asemenea, a concurat pentru prima dată pe tabloul principal al unui turneu de Grand Slam, altul decât US Open. Ea a fost învinsă în prima rundă la French Open 2019 de Ashleigh Barty iar la Wimbledon 2019 a ajuns în același stadiu fiind învinsă de Mihaela Buzărnescu.
Pegula a obținut cel mai bun rezultat al carierei sale la începutul sezonului nord-american de teren dur, când a câștigat primul ei titlu WTA de simplu din carieră, la Washington Open, învingând-o pe Camila Giorgi în finală. Acest lucru a propulsat-o pe locul 55 în clasamentul WTA. În ciuda faptului că nu a reușit să câștige un alt meci pe tabloul principal în restul sezonului, Pegula a încheiat anul în top 100 pentru prima dată, pe locul 76.

### 2020: Finala Auckland Open, top 60
Jessica și-a început sezonul de tenis 2020 la Auckland Open, unde a învins-o pe CiCi Bellis în prima rundă. Ea a continuat cu alte două victorii în seturi consecutive împotriva Tamarei Zidanšek și Alizé Cornet pentru a ajunge în semifinale. Acolo, ea a învins-o pe Caroline Wozniacki în trei seturi pentru a ajunge la a treia finală a carierei WTA de simplu. Confruntându-se pentru prima dată cu Serena Williams, câștigătoare de 23 de ori de Grand Slam la simplu, Pegula a pierdut în seturi consecutive. Apoi a concurat pentru prima dată la Australian Open, unde a fost învinsă de o altă americană, Taylor Townsend, în seturi consecutive în prima rundă.
Următorul mare triumf al ei a venit la Cicinnati Open, un turneu Premier 5. După ce a învins două jucătoare ruse pentru a se califica pe tabloul principal, ea a învins-o în seturi consecutive pe americanca Jennifer Brady, urmând o victorie în fața unei alte compatriote, semifinalista la Openul Francez din 2019, Amanda Anisimova. A învins-o pe favorita nr.5 și numărul 11 mondial, Arina Sabalenka, în runda a treia, avansând astfel în primul ei sfert de finală la orice eveniment de nivel WTA Premier. Seria ei de victorii s-a încheiat cu o pierdere în seturi consecutive în fața favoritei nr. 14 Elise Mertens. Acest lucru a dus-o în top 65.
La US Open, Pegula a înregistrat prima ei victorie pe tabloul principal de la US Open din 2015, învingând-o pe Marie Bouzková în tiebreak-ul celui de-al treilea set. Apoi a învins-o pe Kirsten Flipkens pentru a avansa în runda a treia a unui eveniment de Grand Slam pentru prima dată, unde a pierdut în fața favoritei nr. 6 și fosta numărul 2 mondial, Petra Kvitová.

### 2021: Primul sfert de finală de Grand Slam, top 20

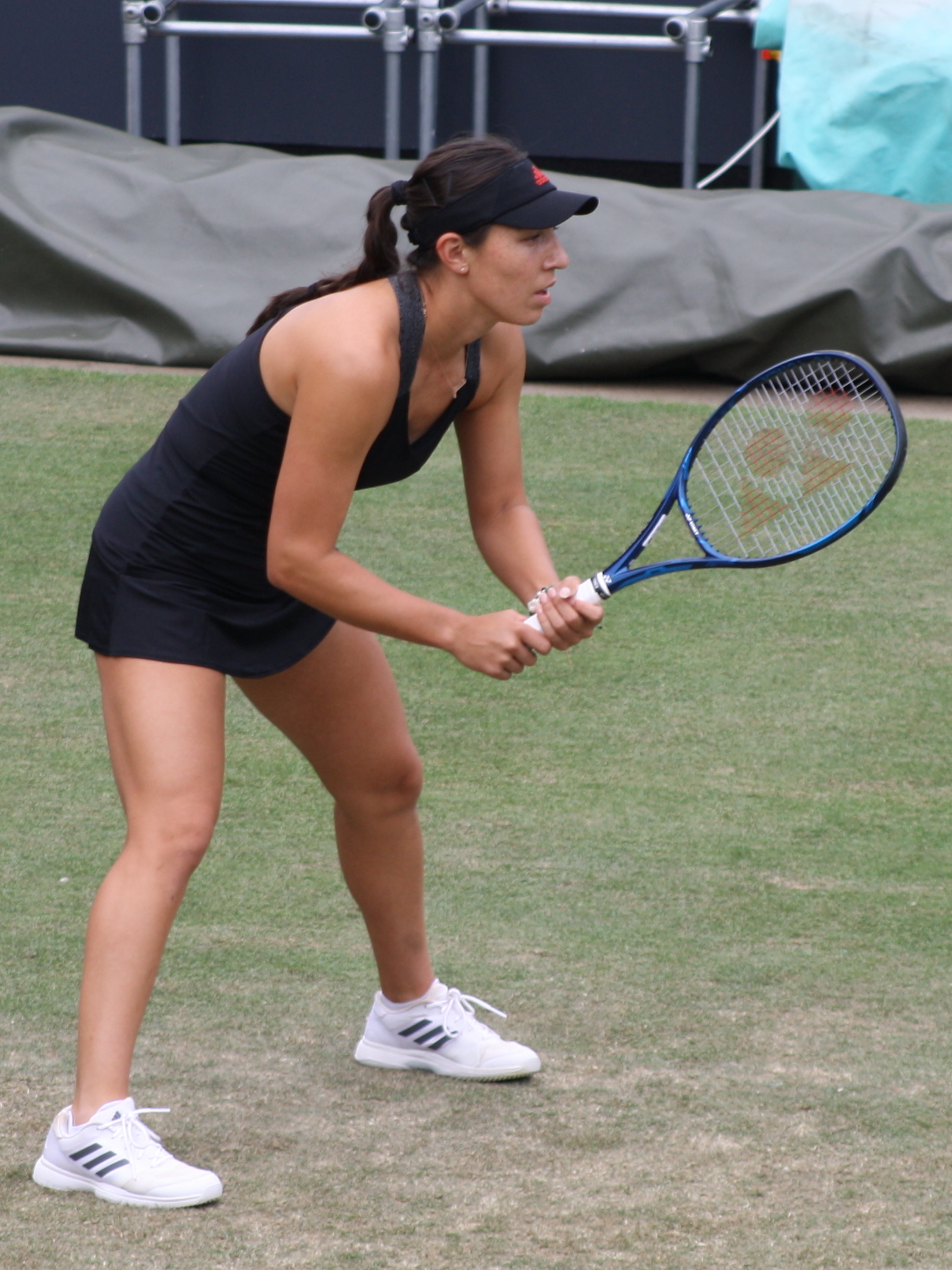
Pegula la Bad Homburg Open2021

Pegula a obținut un succes major la Australian Open, învingându-le pe fosta campioană de la Australian Open și favorita nr. 12 Victoria Azarenka, Kristina Mladenovic, fosta campioană la US Open Samantha Stosur și favorita nr. 5 Elina Svitolina, pentru a ajunge la primul său sfert de finală de Grand Slam, unde a pierdut în fața compatrioatei Jennifer Brady, în ciuda faptului că a câștigat primul set. Această demonstrație puternică i-a permis lui Pegula să intre în top 50 pentru prima dată, ajungând pe locul 43 mondial.
Mai târziu, în aprilie, ea a atins un alt record în carieră, locul 32 mondial, după ce a ajuns în semifinale la Qatar Open, unde a pierdut în fața Petrei Kvitová  A ajuns în runda a patra la Miami Open, pierzând în fața Mariei Sakkari într-un meci strâns de trei seturi. Victoria ei din runda a treia împotriva Karolínei Plíšková la Miami a fost a treia victorie consecutivă în trei turnee împotriva aceleiași jucătoare.
În luna mai, la Italian Open, la care a participat pentru prima dată, ea a înregistrat cea mai mare victorie a carierei în fața nr. 2 mondial, Naomi Osaka, în runda a doua. Aceasta a fost a cincea ei victorie în fașa jucătoarelor din top-10 în 2021 și în cariera ei. Apoi a învins-o pe Ekaterina Alexandrova pentru a stabili un sfert de finală cu Petra Martić. Datorită acestor performanțe în cel de-al doilea sfert de finală WTA 1000 din 2021, după cel de la Dubai, a intrat pentru prima dată în top 30.
La French Open, ea a ajuns în runda a treia pentru prima dată în carieră, unde a pierdut în fața favoritei nr. 4 Sofia Kenin. La German Open de la Berlin, Pegula a ajuns în sferturi învingând pentru a patra oară pe Karolína Plíšková în a patra întâlnire consecutivă din 2021. Drept urmare, ea a intrat în top 25 la 21 iunie 2021.
Pegula a ajuns la al treilea sfert de finală WTA 1000 din 2021 la ediția Canadian Open de la Montreal, învingând-o pe compatriota Danielle Collins într-un meci strâns de trei seturi, având nevoie de șase puncte de meci pentru a câștiga într-un final palpitant. Apoi a ajuns la prima ei semifinală WTA 1000 și a doua semifinală pentru sezon, învingând favorita nr. 13 Ons Jabeur în 88 de minute. La US Open, ea a ajuns în a treia rundă pentru al doilea an consecutiv. La Indian Wells, ea a ajuns la al patrulea sfert de finală WTA 1000, învingând numărul 7 mondial Elina Svitolina, înainte de a pierde în fața Victoriei Azarenka.

### 2022: Primul titlu WTA 1000, Nr. 3 mondial & Finala WTA la simplu și dublu
Pegula și-a început sezonul la Melbourne, unde a pierdut cu Irina-Camelia Begu în prima rundă a turneului de simplu, dar a câștigat primul ei titlu de dublu WTA din carieră cu Asia Muhammad, învingând în finală fosta echipă nr. 1 mondial la dublu, Sara Errani și Jasmine Paolini. La Sydney International, ea a pierdut cu Caroline Garcia în prima rundă. La  Australian Open, ea le-a învins pe Anhelina Kalinina, Bernarda Pera, Nuria Párrizas Díaz și pe Maria Sakkari, ajungând în al doilea sfert de finală consecutiv la acest major. Ea a pierdut meciul din sferturile de finală în fața nr. 1 mondial Ash Barty, dar a ajuns în cele mai înalte poziții la simplu (nr. 16) și la dublu (nr. 41) la 31 ianuarie 2022.
La Doha, ea a câștigat al doilea titlu la dublu (și primul la nivelul WTA 1000) cu Coco Gauff, învingând în finală echipa cap de serie nr.3 Elise Mertens și Veronika Kudermetova. Drept urmare, ea a ajuns în top 30 la dublu pe locul 29, la 28 februarie 2022. La Miami Open, ea a ajuns la a doua semifinală WTA 1000 din carieră după două retrageri consecutive, Kalinina în optimile de finală și Paula Badosa în primul set al sfertului de finală. În semifinale, a pierdut în fața viitoarei campioane și Nr. 1 mondial, Iga Świątek, în seturi consecutive.
Ea a ajuns la al șaptelea sfert de finală WTA 1000 la Madrid Open 2022, învingând-o pe Bianca Andreescu, în seturi consecutive. După această victorie a ajuns la a treia ei semifinală la nivelul WTA 1000 și a doua consecutivă pentru sezon învingând pentru prima dată în sferturile de finală de la Madrid pe Sara Sorribes Tormo. Apoi a învins-o pe Jil Teichmann pentru a ajunge în prima ei finală WTA 1000 și a devenit a treia jucătoare americană care face acest lucru după Venus Williams (2010) și Serena Williams (2012 și 2013); în finală a pierdut cu Ons Jabeur în trei seturi. Drept urmare, ea și-a îmbunătățit clasamentul la cel mai înalt nivel în carieră, numărul 11 mondial, la 9 mai 2022. Pegula a ajuns în runda a treia la Italian Open, de asemenea, dar a pierdut în fața Arinei Sabalenka în seturi consecutive.
Cap de serie nr. 11 la la French Open, Pegula a ajuns pentru prima dată în sferturile de finală la acest major, învingându-le pe fosta numărul 12 mondial Wang Qiang, Anhelina Kalinina, semifinalista de la French Open 2021 Tamara Zidansek și pe Irina-Camelia Begu. A pierdut în sferturile de finală în fața favoritei nr. 1 Iga Światek. Drept urmare, ea a intrat în top 10 în clasamentul de simplu pentru prima dată, locul 8 mondial la 6 iunie 2022. De asemenea, a ajuns la prima ei finală majoră la dublu, în parteneriat cu Gauff. Drept urmare, ea a ajuns în top 15 în clasamentul de dublu. Cap de serie nr. 8 la Wimbledon 2022, ea a avansat pentru prima dată în runda a treia, înainte de a pierde în fața Petrei Martić în seturi consecutive. După Wimbledon, ea a atins un nou clasament în carieră, numărul 7 mondial, la 18 iulie 2022, devenind jucătoarea americană numărul 1, cu un loc înaintea lui Danielle Collins. În parteneriat cu Erin Routliffe, ea a câștigat al treilea titlu la dublu la Washington Open, învingând perechea Caty McNally și Anna Kalinskaia.

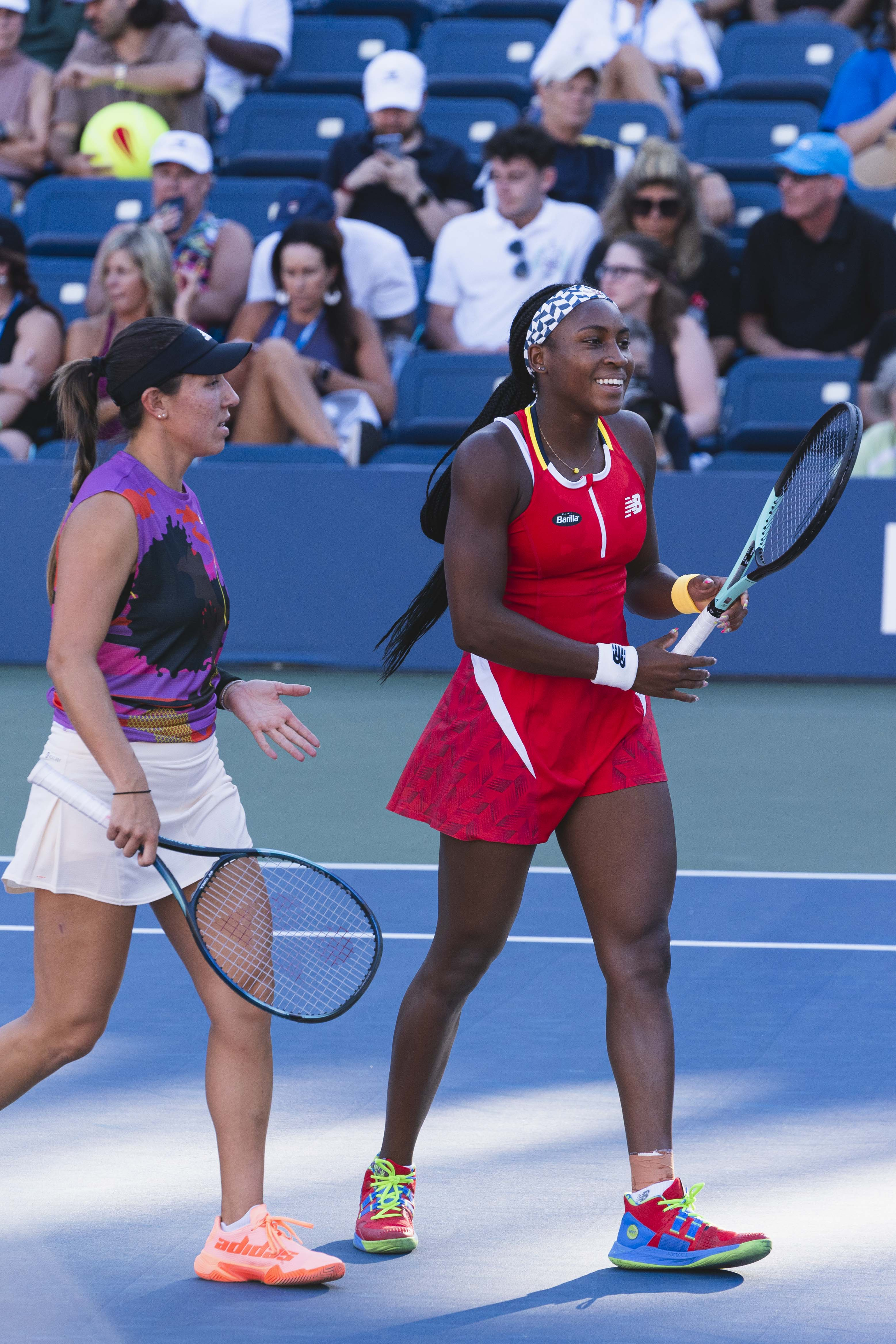
Jessica Pegula și Coco Gauff la US Open 2022

Cap de serie nr. 7 la Canadian Open, ea a ajuns în semifinale consecutive la simplu, pentru a patra oară la nivelul WTA 1000 în carieră și a treia pentru sezon, învingând-o pe campioana en-titre Camila Giorgi și Iulia Putințeva înainte de a pierde în fața Simonei Halep, care a și câtigat turneul. Cap de serie nr. 3 la la dublu la același turneu, ea a ajuns în semifinale în parteneriat cu Gauff învingându-le pe Desirae Krawczyk și Demi Schuurs. Apoi le-au învins pe Madison Keys / Sania Mirza în semifinale și pe Nicole Melichar / Ellen Perez în finală pentru a câștiga împreună al doilea titlu WTA 1000. Drept urmare, Pegula a ajuns în top 10 în clasamentul de dublu, pe locul 8 mondial. La Cincinnati Open, ea a ajuns în sferturile de finală consecutive, învingând pe favorita nr. 10 Emma Răducanu; a fost al patrulea ei sfert de finală WTA 1000 din sezon.
Cap de serie nr. 8 la US Open 2022, ea a ajuns în runda a patra, învingându-le pe Viktorija Golubic, Aliaksandra Sasnovici și pe Yue Yuan. În continuare, a învins-o pe Petra Kvitová, ajungând în primul ei sfert de finală la turneul de Grand Slam de acasă și în al treilea sfert de finală major al sezonului. A pierdut pentru a treia oară anul acesta în fața nr. 1 mondial Światek. În ciuda rezultatului, ea a ajuns pe locul 5 mondial, la 12 septembrie 2022. La San Diego Open, Pegula a pierdut cu Światek dar a câștigat titlul de dublu cu Gauff, al treilea titlu al sezonului împreună și al cincilea titlu de dublu al lui Pegula în general. Drept urmare, ea a atins un nou clasament de dublu, cel mai mare nivel al carierei, locul 4 mondial, la 17 octombrie 2022.
La Guadalajara Open, ea a ajuns la a doua finală la nivelul WTA 1000, învingând patru foste campioane de Grand Slam Elena Rîbakina, Bianca Andreescu și Sloane Stephens în sferturi și Victoria Azarenka în semifinale. Ea a învins-o pe Maria Sakkari în seturi consecutive, pentru a câștiga al doilea și cel mai mare titlu de simplu din cariera ei, devenind prima jucătoare americancă care a câștigat un titlu WTA 1000 de la Madison Keys în 2019. În același turneu, ea a ajuns și în sferturi de finală la dublu cu Gauff. Drept urmare, ea a atins noi clasamente în cariera, locul 3 mondial, la simplu și la dublu, la 24 octombrie 2022.
La Turneul Campioanelor, Pegula a pierdut toate meciurile din faza grupelor, câștigând doar un set în trei meciuri. La același turneu, ea și partenera ei Gauff nu au reușit în mod surprinzător să câștige un singur meci și au terminat, de asemenea, pe ultimul loc în etapa de dublu.

## Statistici carieră

### Participarea la turnee de Grand Slam
| C | F | SF | QF | #R | RR | Q# | P# | DNQ | A | Z# | PO | Au | Ag | Br | NMS | P | NH |

#### Simplu
| Turneu           | 2011 | 2012 | 2013 | 2014 | 2015 | 2016 | 2017 | 2018 | 2019 | 2020 | 2021 | 2022 | 2023 | 2024 | 2025 | SR     | C–P   | Victorii % |
| ---------------- | ---- | ---- | ---- | ---- | ---- | ---- | ---- | ---- | ---- | ---- | ---- | ---- | ---- | ---- | ---- | ------ | ----- | ---------- |
| Australian Open  | A    | A    | Q1   | A    | A    | Q2   | A    | A    | A    | 1R   | QF   | QF   | QF   | 2R   | 3R   | 0 / 6  | 15–6  | 71%        |
| French Open      | A    | A    | Q2   | A    | Q3   | Q1   | A    | A    | 1R   | 1R   | 3R   | QF   | 3R   | A    |      | 0 / 5  | 8–5   | 62%        |
| Wimbledon        | A    | A    | Q1   | A    | Q3   | Q2   | A    | A    | 1R   | NH   | 2R   | 3R   | QF   | 2R   |      | 0 / 5  | 8–5   | 62%        |
| US Open          | Q2   | Q2   | A    | A    | 2R   | 1R   | Q1   | Q3   | 1R   | 3R   | 3R   | QF   | 4R   | F    |      | 0 / 8  | 18–8  | 69%        |
| Câștigat–pierdut | 0–0  | 0–0  | 0–0  | 0–0  | 1–1  | 0–1  | 0–0  | 0–0  | 0–3  | 2–3  | 9–4  | 14–4 | 13–4 | 8–3  | 2–1  | 0 / 24 | 49–24 | 67%        |

### Dublu
| Turneu           | 2011 | 2012 | ... | 2015 | 2016 | ... | 2019 | 2020 | 2021 | 2022 | 2023 | 2024 | 2025 | SR     | C–P   | Victorii% |
| ---------------- | ---- | ---- | --- | ---- | ---- | --- | ---- | ---- | ---- | ---- | ---- | ---- | ---- | ------ | ----- | --------- |
| Australian Open  | A    | A    |     | A    | A    |     | A    | 2R   | 1R   | 2R   | SF   | A    | A    | 0 / 4  | 6–4   | 60%       |
| French Open      | A    | A    |     | A    | A    |     | 3R   | QF   | 2R   | F    | SF   | A    |      | 0 / 5  | 15–5  | 75%       |
| Wimbledon        | A    | A    |     | A    | A    |     | 1R   | NH   | 3R   | A    | 3R   | QF   |      | 0 / 4  | 7–4   | 64%       |
| US Open          | 3R   | 2R   |     | 1R   | 1R   |     | 1R   | 2R   | 1R   | 1R   | QF   | A    |      | 0 / 9  | 7–9   | 44%       |
| Câștigat–pierdut | 2–1  | 1–1  |     | 0–1  | 0–1  |     | 2–3  | 5–3  | 3–4  | 6–3  | 13–4 | 3–1  | 0–0  | 0 / 22 | 35–22 | 61%       |

## Finale de Grand Slam

### Dublu: 1 (finalistă)
| Rezultat | An   | Turneu      | Suprafață | Partner    | Adversar                            | Scor          |
| -------- | ---- | ----------- | --------- | ---------- | ----------------------------------- | ------------- |
| Pierdut  | 2022 | French Open | Zgură     | Coco Gauff | Caroline Garcia Kristina Mladenovic | 6–2, 3–6, 2–6 |